# Bismarckbrunnen (Flensburg)

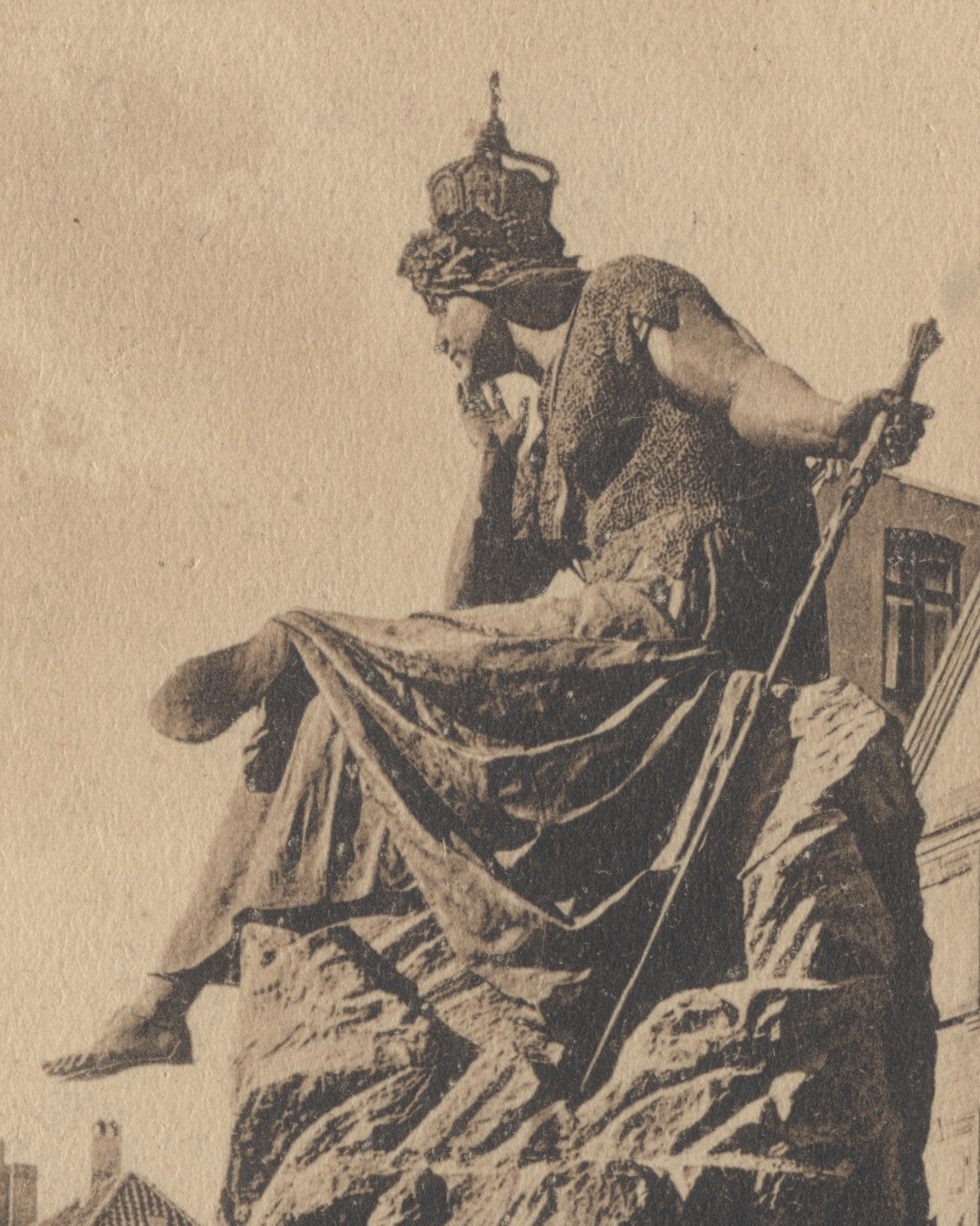
Germania des Bismarckbrunnens

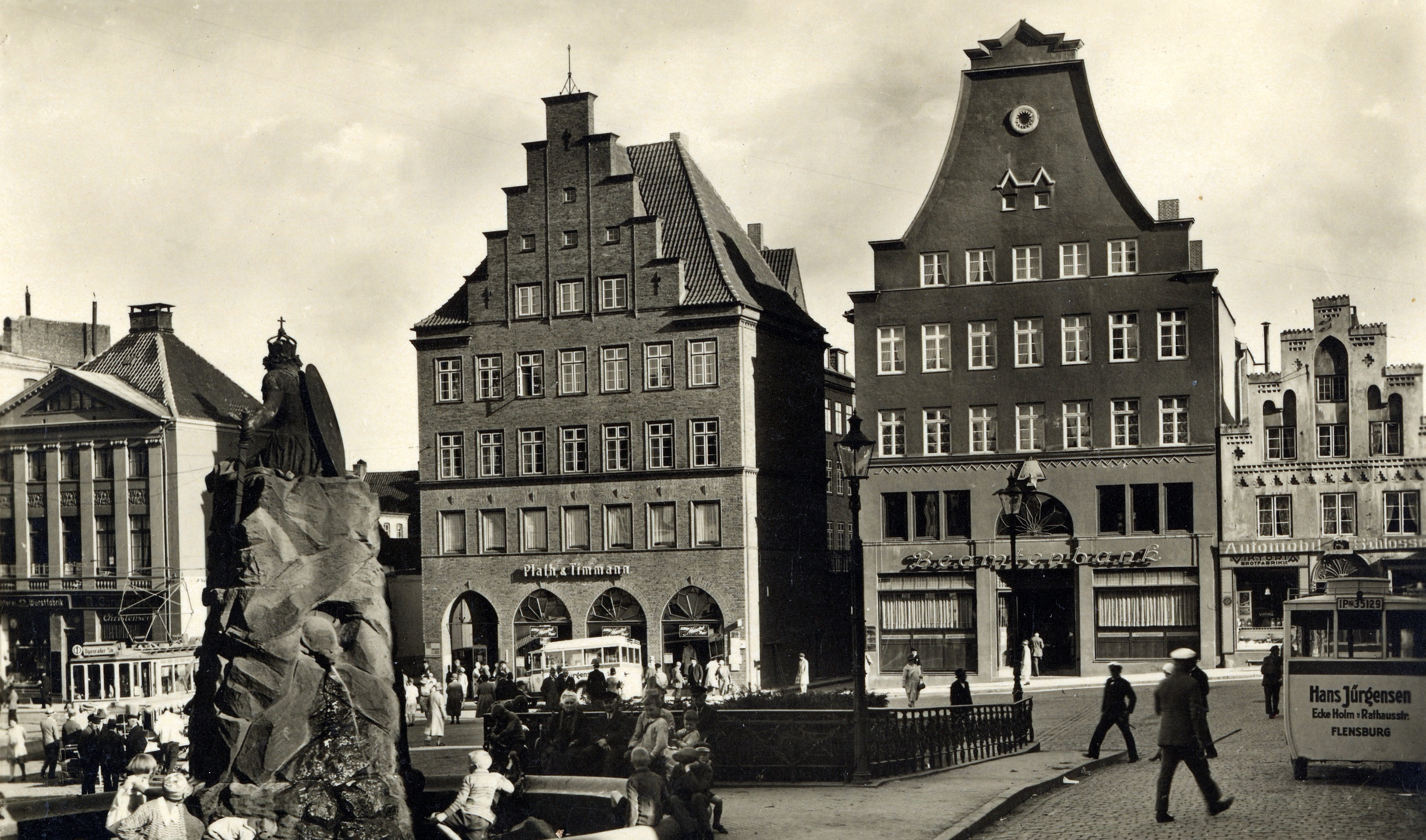
Flensburgs Südermarkt Anfang der 1930er Jahre mit der Rückseite des Bismarckbrunnens, mit spielenden Kindern im Brunnenbecken

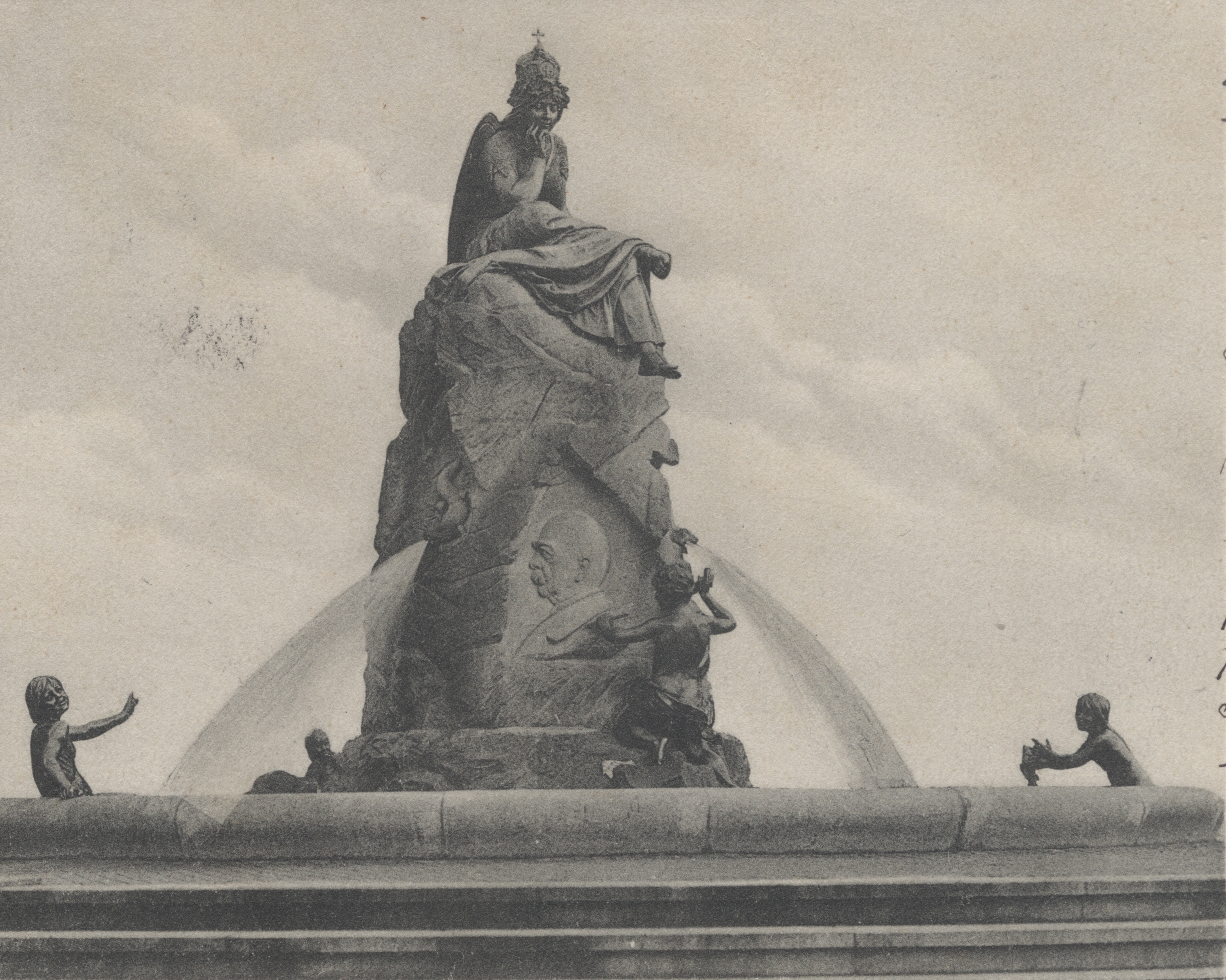
Der Bismarckbrunnen mit der thronenden Germania und dem Bismarck-Relief von Vorderseite

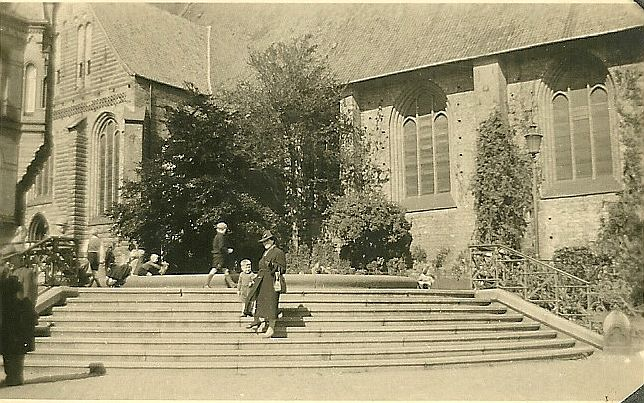
Der Südermarktbrunnen nach der Entfernung der Germania, des Reliefs und der restlichen Statuen, Ende der 1930er

Der Bismarckbrunnen (seltener auch: Germaniabrunnen) in Flensburg war ein als Brunnen gestaltetes Bismarckdenkmal von Helmuth Schievelkamp, welches 1903 auf dem Südermarkt errichtet und 1937 demontiert wurde.

## Architektur
Der Brunnen bestand aus einem großen Brunnenbecken, einem steinernen Sockel, der Ähnlichkeiten mit einer Felssteinformation hatte und in dem eine Nische mit einem Relief mit dem Gesicht Otto von Bismarcks eingelassen war. Auf dem Steinsockel thronte eine bronzene Germania, gekrönt mit einer Kaiserkrone. An den Seiten des Felssteines waren drei Wasserspeier, in der Gestalt einer Schildkröte, einer Echse sowie einem Frosch angebracht. Am Rande des Felststeines und am Beckenrand hockten und standen vier kleine Gestalten aus Bronze, die sich der Germania zuwandten. Eine dieser Skulpturen kniete offenbar am Rande des Bismarck-Reliefs, hatte Hammer und Meißel in der Hand und legte letzte Hand ans Relief an. Der Brunnen stand an der nordwestlichen Ecke des Südermarktes, wo eine breit angelegte Treppe zum Platz des Brunnens hinführte.

## Geschichte

### Aufstellung und Zerstörung
Nach dem Tod Bismarcks, welcher zu Lebzeiten die Ehrenbürgerwürde Flensburgs erhalten hatte, beschloss die Stadt ihm ein dauerhaftes Denkmal zu widmen. Am 1. April 1903 wurde das Denkmal des Berliner Bildhauers Helmuth Schievelkamp mit breiter Bürgerbeteiligung auf dem Südermarkt eingeweiht. Auf dem Südermarkt hatte bis zum Jahr 1882 schon einmal ein Brunnen gestanden, nun wurde ein neuer aufgestellt. Die Aufstellung des Denkmals wurde in der dänischorientierten Zeitung Flensborg Avis vom Redakteur Jens Jessen negativ bewertet. Nach der Aufstellung entwickelte sich der Brunnen offenbar zu einem beliebten Motiv Flensburgs, vor dem die Leute sich gerne fotografieren ließen.
Am 30. Juli 1914, also kurz vor dem Kriegseintritt des Deutschen Kaiserreichs in den Ersten Weltkrieg, lief eine große Menge junger Flensburger patriotische Lieder singend über den Holm, weiter zum Bismarckbrunnen und um ihn herum und weiter bis zur Marienkirche, wo sich beim Marienkirchhof ein Kaiser-Wilhelm-Denkmal befand (vgl. Liste der Kaiser-Wilhelm-I.-Denkmäler). Dort riefen sie dreifach ein Hoch auf Deutschland. Am 1. August, dem Tag der Mobilmachung, herrschte in Flensburg aber dennoch keine Kriegsbegeisterung, sondern eine gedrückte Stimmung. Auch in der Folgezeit blieb die Stimmung verhalten.
Im Jahr 1926 wurde im südlichen Teil des Südermarktes eine Zugangsstraße zum Bahnhofsviertel geschaffen. Paul Ziegler schuf dabei ein Eckgebäude, das sich seitdem mittels eingefügter Arkaden optisch ins Gefüge des Platzes einbettet. Der eigentliche Südermarkt und sein Brunnen waren von dieser Maßnahme jedoch nicht betroffen.
Der Brunnen überlebte also die Kaiserzeit und die Weimarer Republik. Er überstand jedoch nicht die Zeit des Nationalsozialismus. Der nationalsozialistische Oberbürgermeister Ernst Kracht ließ das Denkmal 1937 entfernen. Die Bronzebestandteile wurden eingeschmolzen. Die Zerstörung des Bismarckbrunnens geschah damit also zwei Jahre vor dem Überfall auf Polen, resultierte also nicht aus einer womöglichen vorgesehenen Metallspende für den Zweiten Weltkrieg. Der Historiker Broder Schwensen erklärte zu den Beweggründen der Entfernung des Denkmals: „Der sich selbst als revolutionäre Neuerungsbewegung begreifende Nationalsozialismus distanzierte sich von den Zeugnissen der Kaiserzeit.“

### Der Froschbrunnen und die Brunneneinfassung des Bismarckbrunnens
Die Brunneneinfassung des Bismarckbrunnens blieb zunächst noch am Südermarkt erhalten, wurde dann aber Ende der 50er Jahre in den südlichen Bereich der Parkanlage beim Bahnhof versetzt, wo die Einfassung Teil des dort heute befindlichen Froschbrunnens wurde (Lage). Der Springbrunnen im heutigen Carlisle-Park besteht nur aus dem namensgebenden Frosch, der mit seinen fahlen Augen in die Richtung des Bahnhofes blickt. Am Rande des Brunnenbeckens befinden sich die Wasserdüsen. Der Bildhauer, der den Frosch geschaffen hat, ist nicht bekannt.

### Weitere Nachwirkungen
Ansonsten ist nichts vom Brunnen erhalten geblieben. Zwar hat sich der Verschönerungsverein Flensburg offenbar um 1990 dafür eingesetzt, dass der Brunnen wieder auf dem Südermarkt errichtet wird, doch eine Rekonstruktion oder Teilrekonstruktion, selbst an einem anderen Ort, beispielsweise dem St. Jürgen Platz, wurde bisher nicht beschlossen. 2010 war, von Seiten der Stadt gegenüber dem Verschönerungsverein, eine offene Ideensammlung zu der Frage eines Brunnens auf dem Südermarkt im Gespräch, wobei damit aber offenbar auch alternative, neue Brunnengestaltungen, jenseits des Bismarckbrunnens, im Gespräch waren. Eine ganze Weile schien in der Frage des Bismarckbrunnens nichts weiter zu geschehen. Seit Anfang 2015 wird erneut die Neuaufstellung eines Brunnens auf dem Südermarkt diskutiert. Die Bewilligung entsprechender Sanierungsgelder wurden vom Innenministerium des Landes in Kiel in Aussicht gestellt.
In Flensburg existiert kein Monument das dem Bismarckbrunnen entspricht. So gibt es auch keine weitere Germania-Statue in Flensburg, wobei am Stadttheater eine Flensburgia, eine Versinnbildlichung der Stadt Flensburg existiert. Darüber hinaus war das Motiv einer Germania in Kombination mit einem Brunnen offenbar auch nicht üblich (vgl. Germaniadenkmal). Ein Germaniabrunnen ist für die 1920er Jahre aus Neustadt an der Weinstraße belegt. Bei diesem Brunnen stand jedoch nur eine Germaniastatue hinter einer Balustrade, oberhalb eines kleinen Brunnens, so dass diese kein klar erkennbarer Brunnenbestandteil war. Besagte Statue mit dem Brunnen existiert heute aber offensichtlich ebenfalls nicht mehr.
Bismarck selbst wird in Flensburg ansonsten nur noch durch die seit dem Jahr 1907 bestehende Bismarckstraße und der seit dem Jahr 1919 bestehenden Bismarcktreppe speziell gedacht. In der Umgebung von Flensburg erhalten blieben zudem das Bismarckdenkmal in Husby aus dem Jahr 1900 und der Bismarckturm auf dem Scheersberg.

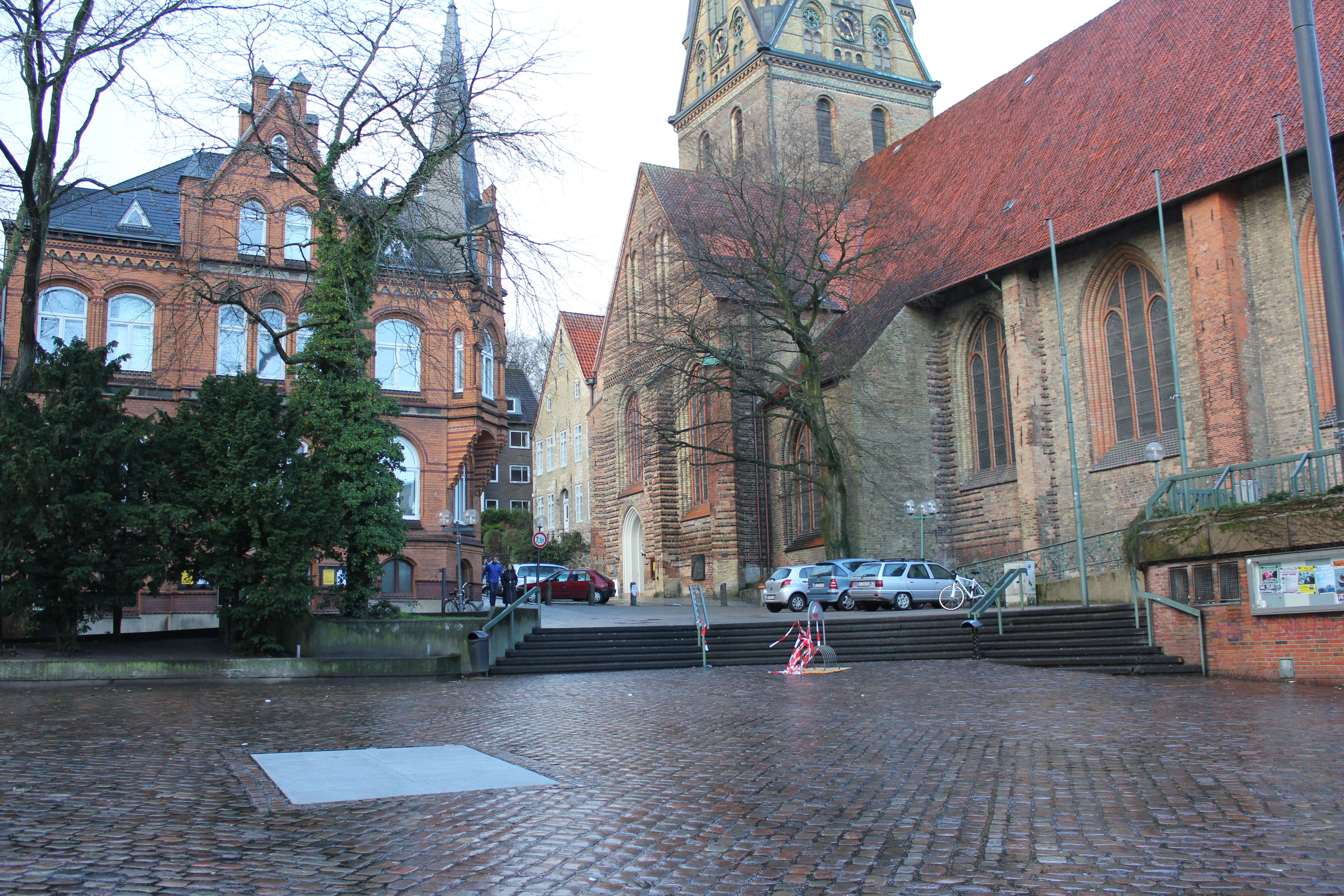
Die Ecke vom Südermarkt, wo einst der Flensburger Bismarckbrunnen stand
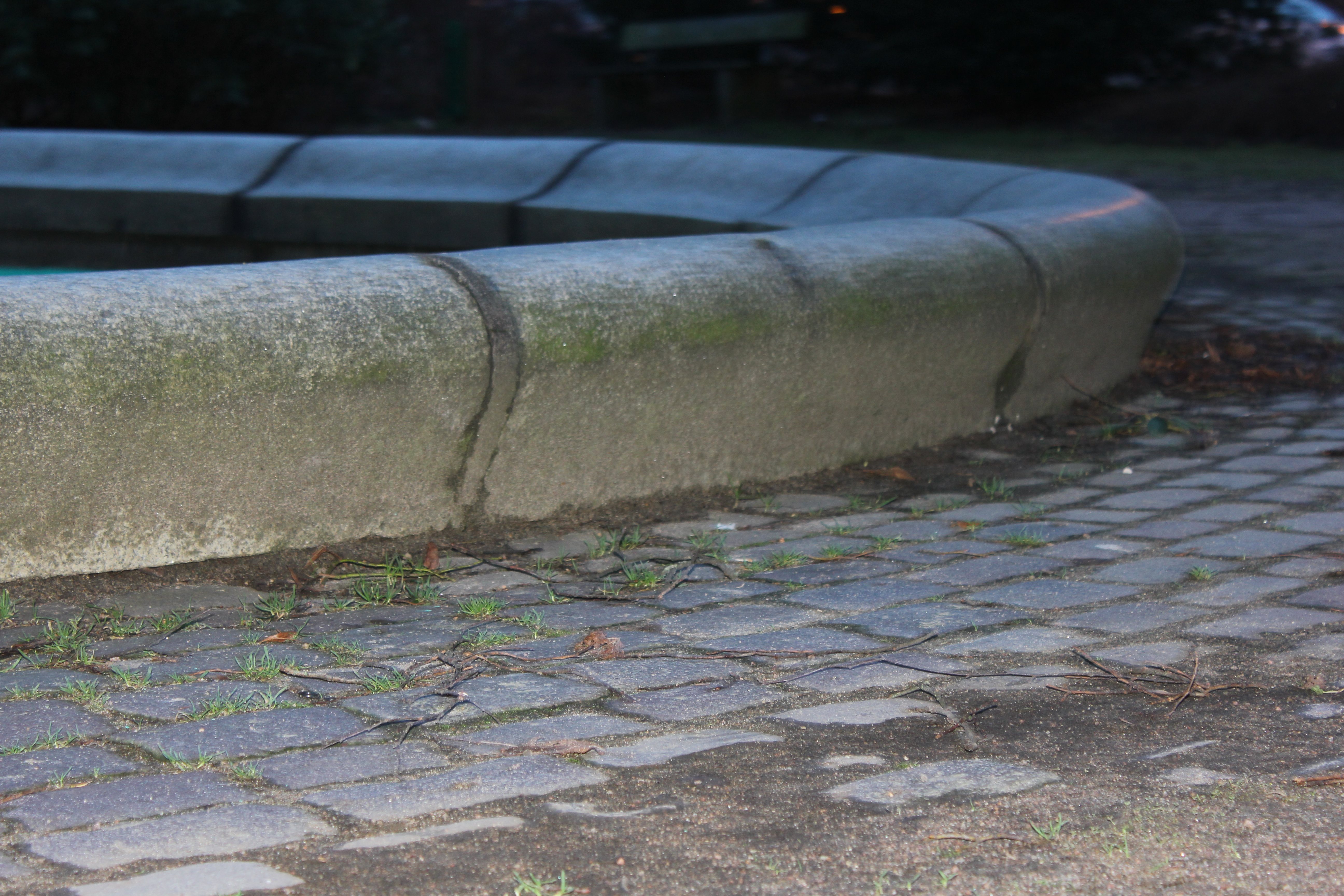
Die frühere Einfassung des ehemaligen Bismarckbrunnens
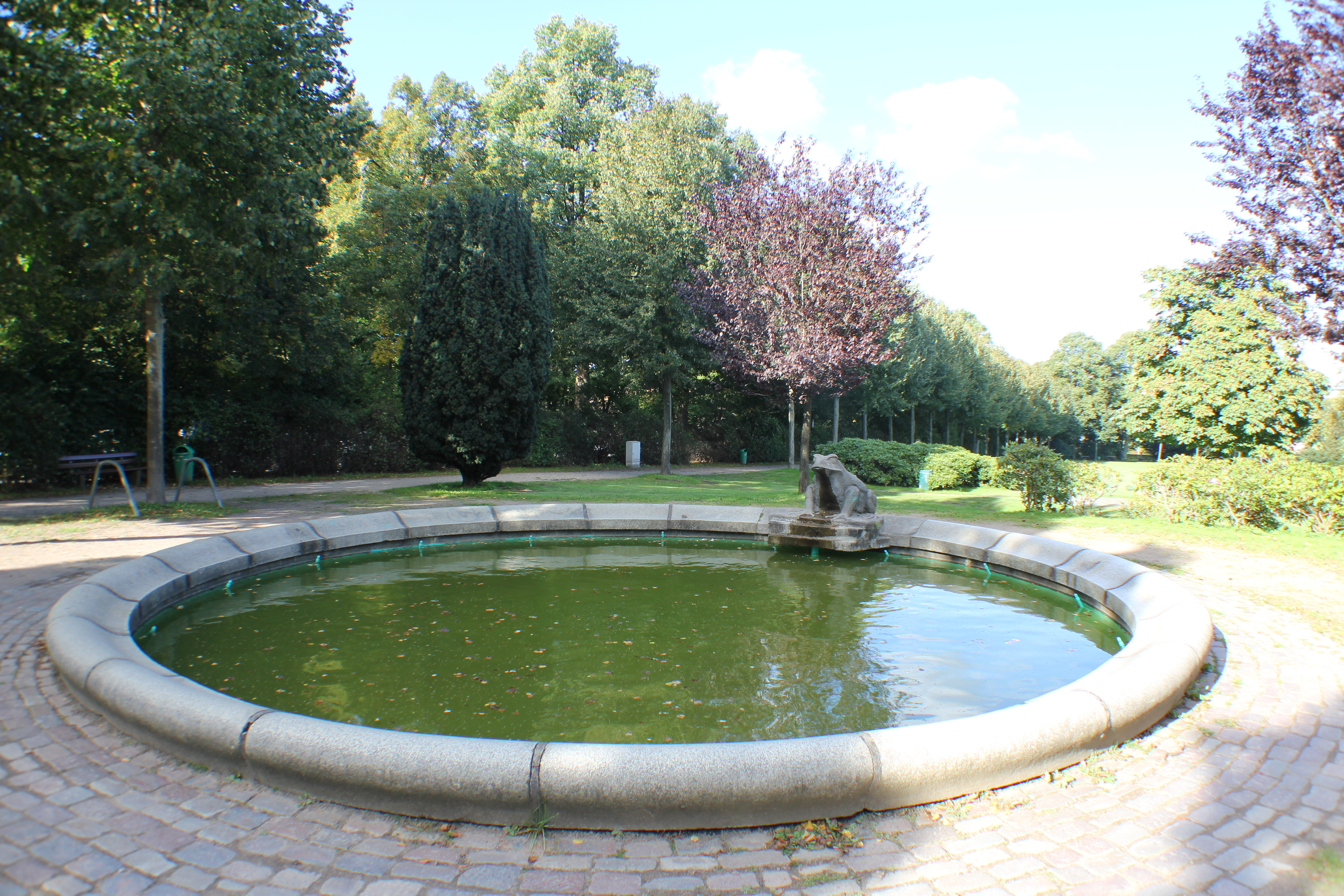
Der Froschbrunnen (2013) im Carlisle-Park
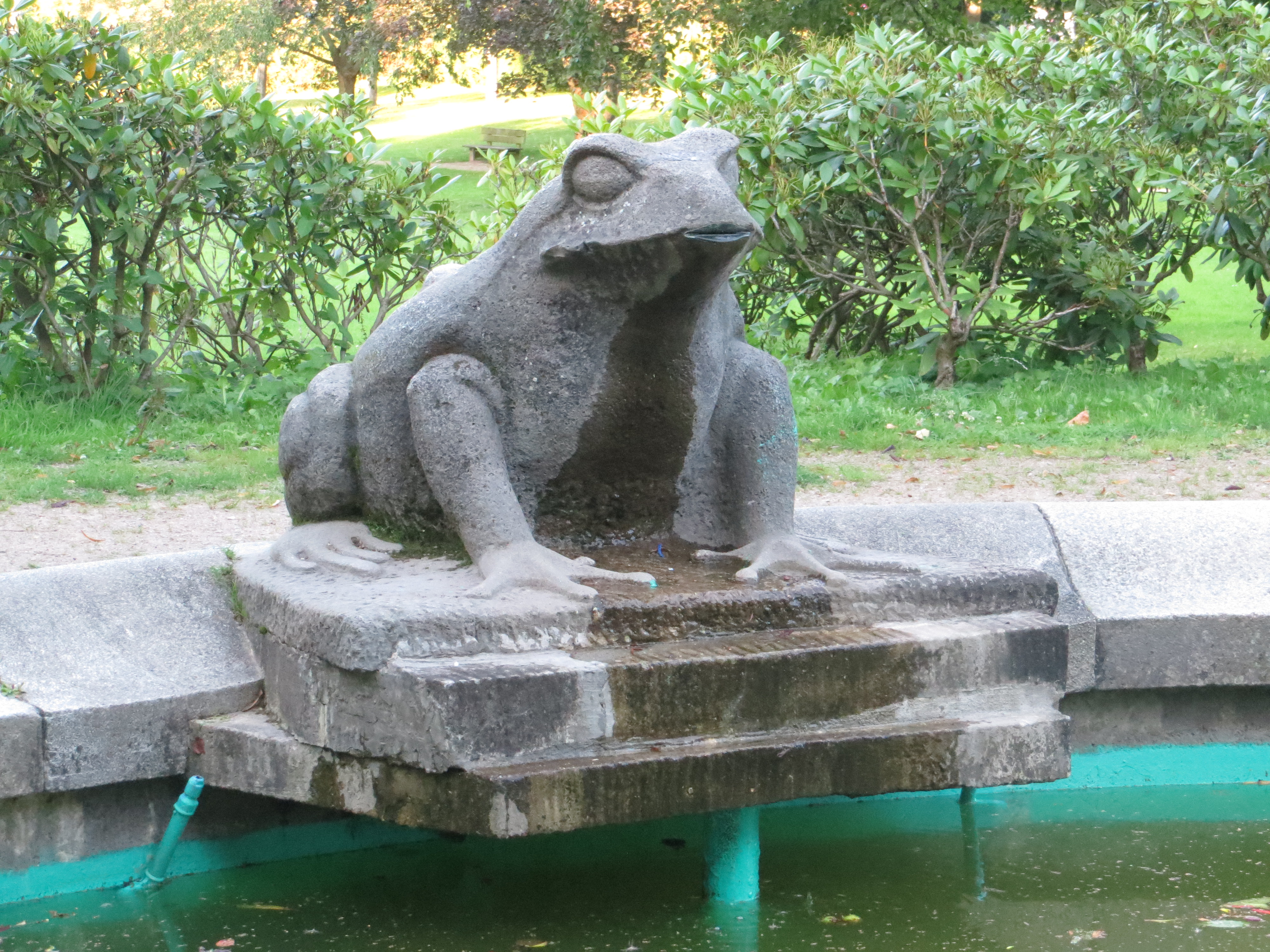
Der Frosch von der Seite (2013)
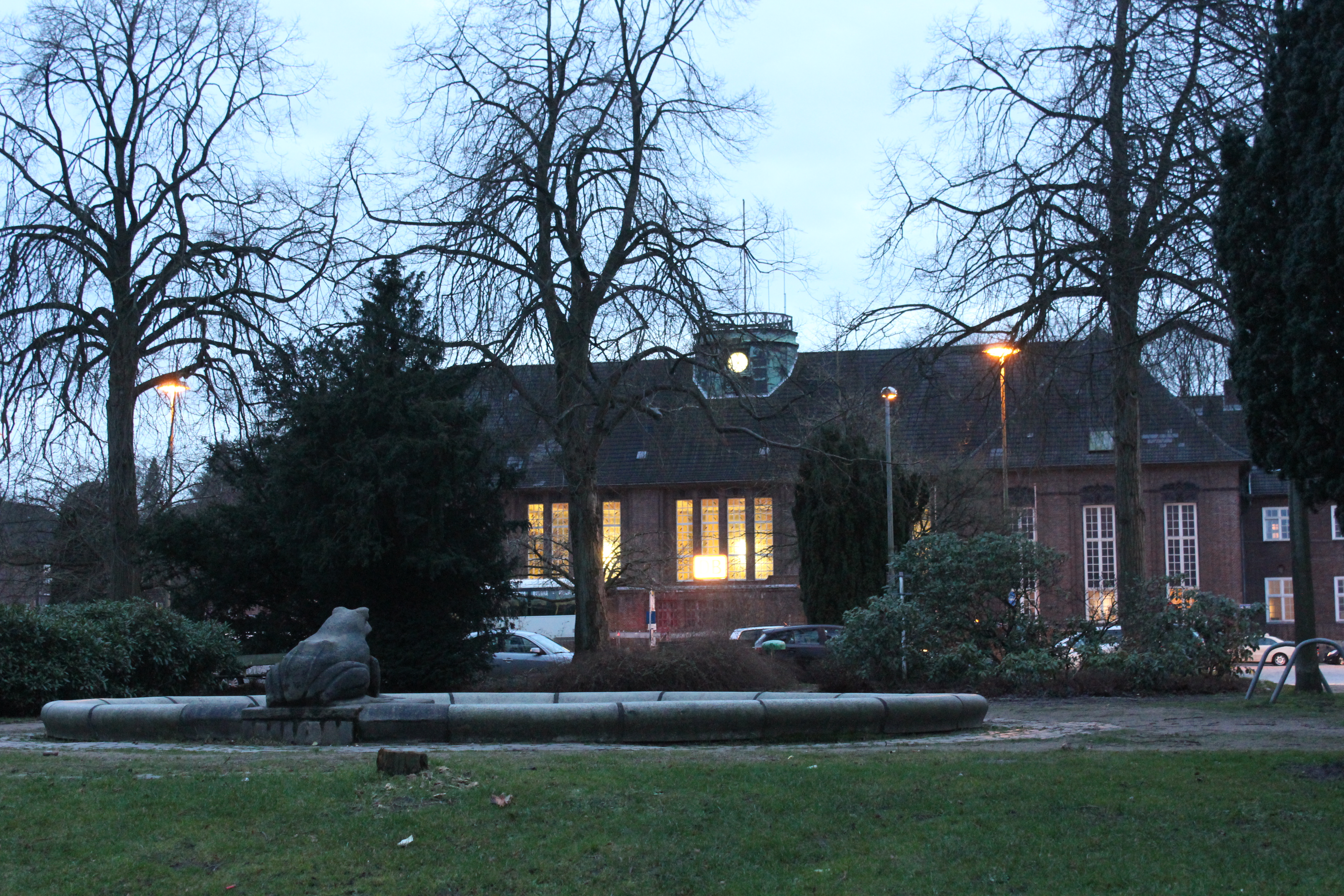
Frosch blickt zur Nacht auf den Bahnhof
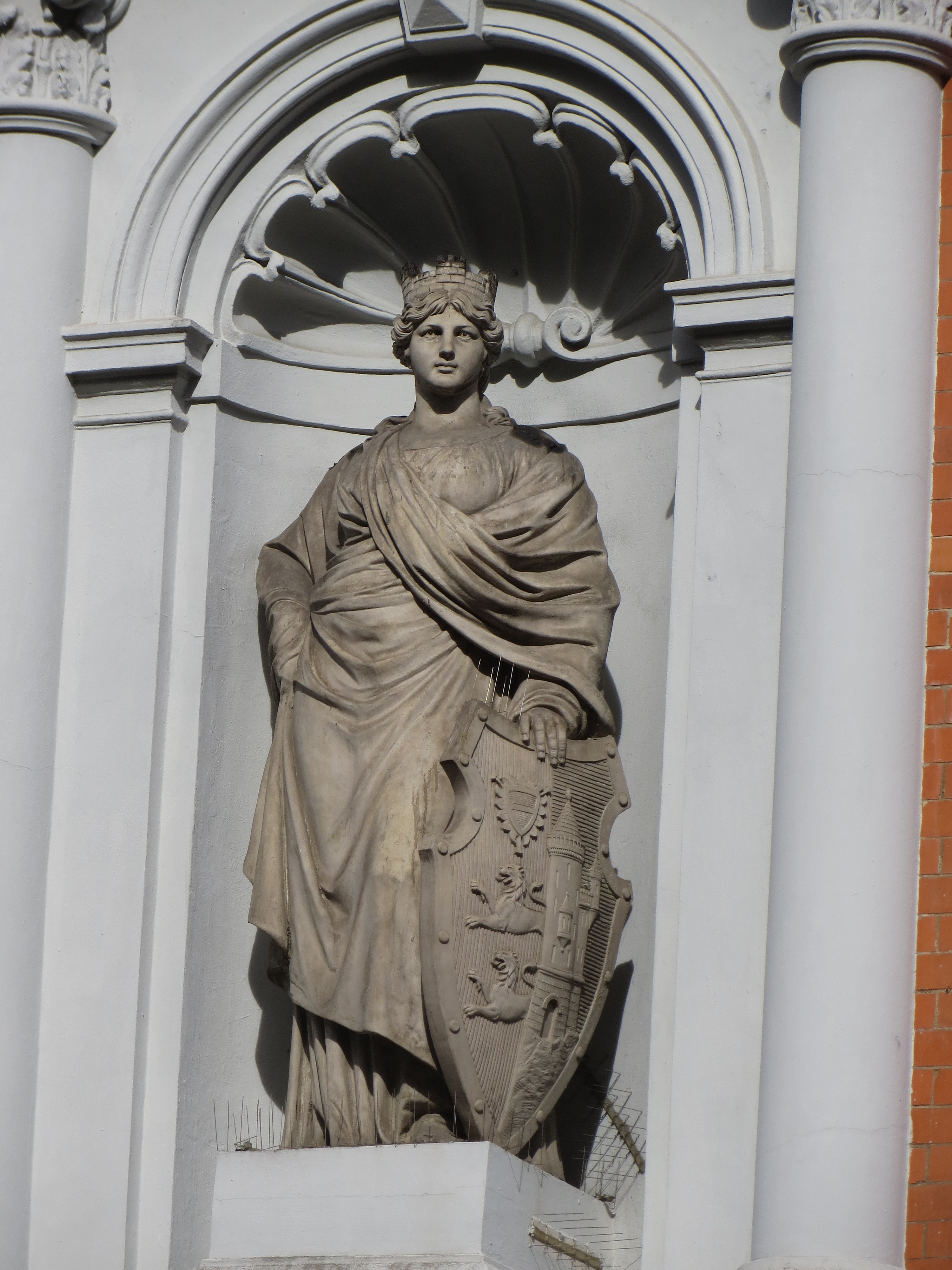
Flensburgia beim Stadttheater; die einzige Skulptur in Flensburg mit gewisser Ähnlichkeit zur verlorengegangenen Germania

## Anekdote von der Einweihung des Bismarckbrunnens
Die Einweihung des Brunnens beobachtete einer Anekdote nach auch ein Flensburger namens Jehann (= Johann) vom Gebäude von Jensen & Bruhn, auf der Südseite des Platzes. Dieser berichte seinem Chef: „Bismarck den konnt’ ich von Jensen & Bruhn nich’ seh’n. Aber Bismarck seine Frau, die droben auf dem Stein sitzt. Die hat wohl im Haus mehr zu sagen als der „Olle“.“

## Einzelnachweise

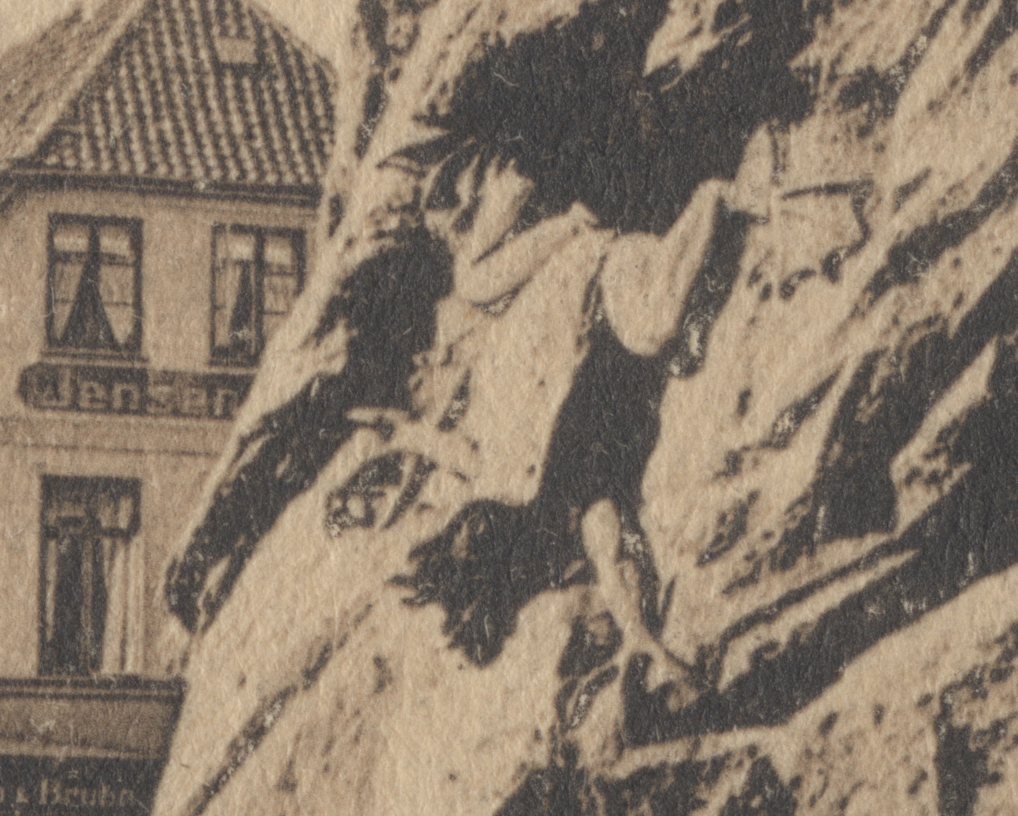
Der Wasserspeier in Gestalt eines Frosches des zerstörten Brunnens mit dem Gebäude von Jensen & Bruhn im Hintergrund.

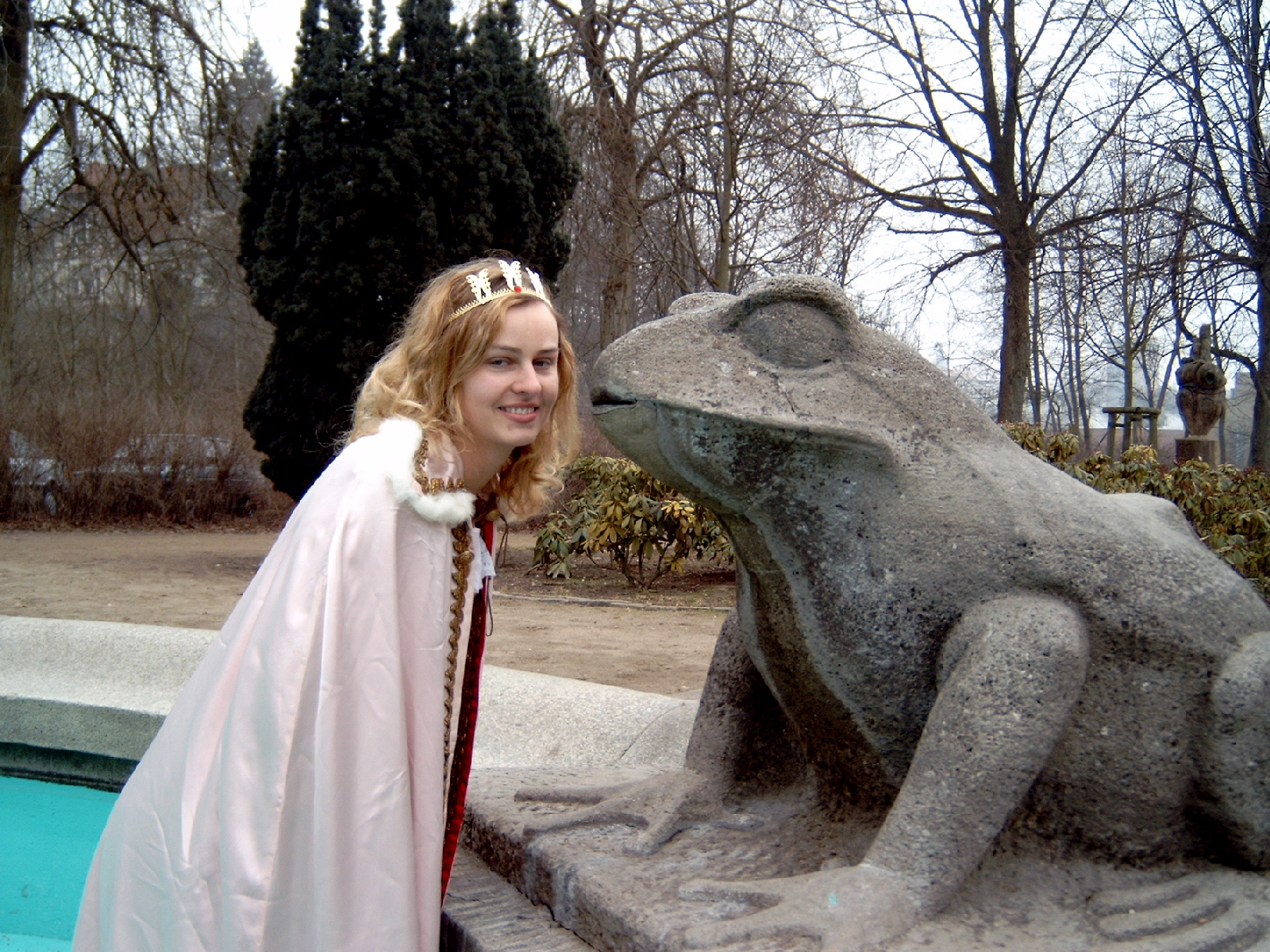
Der heutige Frosch als Froschkönigstraum (Foto 2002)